# Ann-Katrin Müller
Ann-Katrin Müller (Renània, 1987) és una periodista alemanya i des del 2013 és redactora al departament de política de la revista de notícies Der Spiegel.

## Vida i obra
Müller va estudiar ciències polítiques i estudis europeus a Bonn i Londres i va completar les seves pràctiques a ARD -Polittalk Hart aber fair. Després va treballar per a la televisió pública Phoenix, l'Agència de notícies dapd, el Financial Times Deutschland i la televisió WDR. Des del 2013 treballa a la revista Der Spiegel com a redactora política a l'oficina de la capital.
El focus temàtic de Müller és l'⁣AfD, la violència sexual, la misogínia i la desinformació. L'any 2018 va rebre el premi Axel Springer de plata per l'article “Our Father” (Der Spiegel, 30 de desembre de 2017).

## Polèmiques

### Coautoria de l'article de Spiegel sobre el cas Luke Mockridge

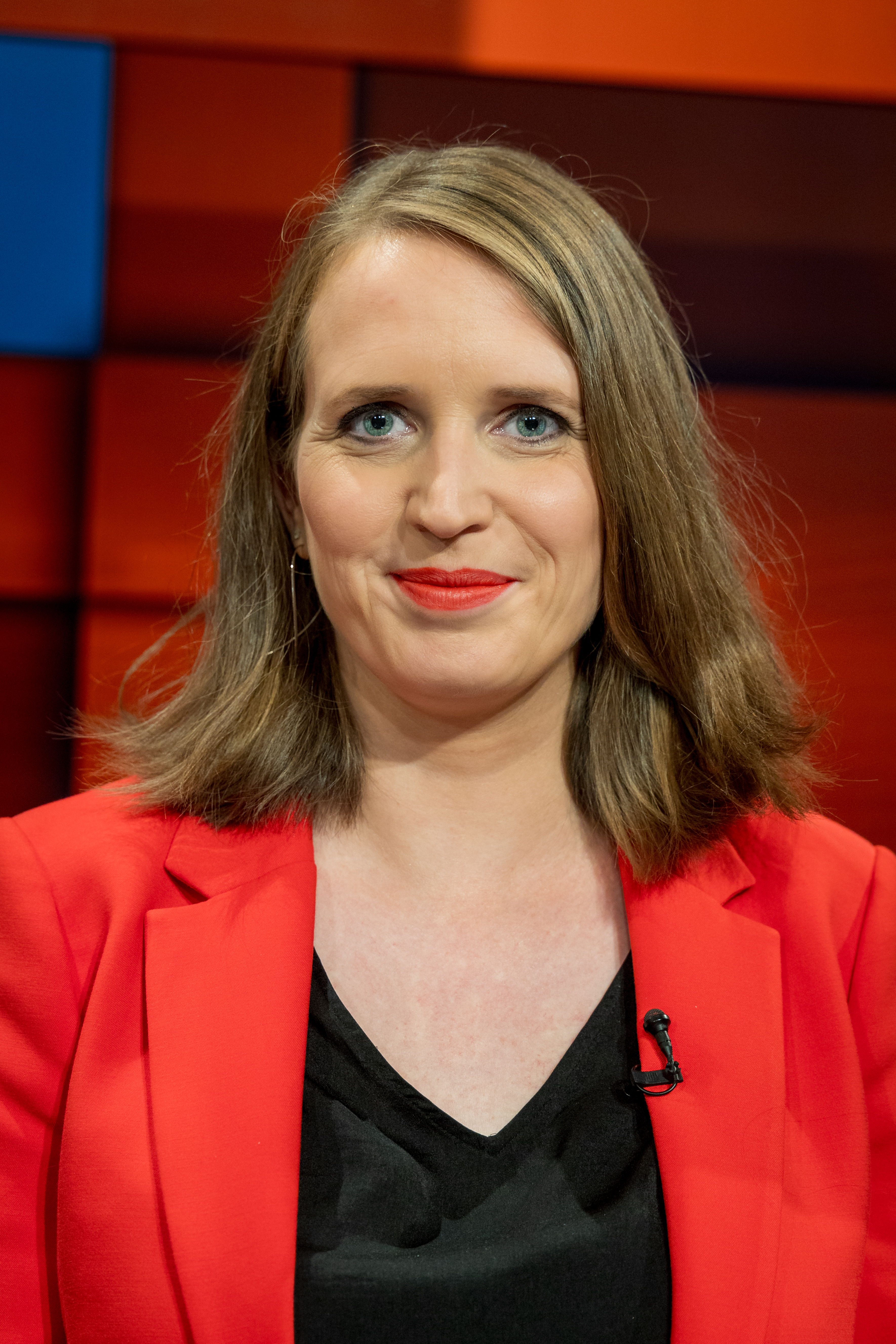
Ann-Katrin Müller l'any 2023.

Sota el títol "The Mockridge File", Müller va publicar un article a Spiegel 2021 juntament amb Laura Backes sobre les denúncies de suposada violència sexual per part del còmic Luke Mockridge cap a la seva exparella Ines Anioli i altres dones que van romandre anònimes a l'article. L'article es basava en fitxers d'investigació, una declaració jurada d'una de les exparelles de Mockridge i declaracions d'altres dones. El desembre de 2021, Mockridge va obtenir passatges de l'article davant el Tribunal Regional de Colònia, i altres passatges clau davant el Tribunal Regional Superior Hanseàtic el gener de 2022. El tribunal va basar la seva decisió en la difusió d'al·legacions de fets falses. En els motius de la sentència, el polèmic article va ser qualificat de “denúncia sospitosa inadmissible”. El febrer de 2022, el Tribunal Regional d'Hamburg va confirmar la mesura cautelar contra Der Spiegel. El juny de 2023, el Tribunal Regional Superior Hanseàtic va tornar a sentenciar a favor de Mockridge. L'agost de 2023, el procediment principal en el litigi judicial entre Luke Mockridge i Spiegel va començar davant el Tribunal Regional d'Hamburg.
La fiscalia de Colònia també va suspendre una investigació contra Mockridge que es va iniciar com a resposta a una denúncia penal d'Aniolis el 2019.

### Disputa legal amb Stephan Brandner
El gener de 2024, el Tribunal Regional de Berlín va prohibir al polític de l'AfD Stephan Brandner (decisió de l'11 de gener de 2024, Ref. 27 O 546/23) “d'afirmar o difondre que Ann-Katrin Müller és 'feixista', 'superfeixista' o 'Spiegel-feixista'”. Brandner va ser condemnat a una multa de 5.000 euros. Atès que es va negar a fer una declaració definitiva després de l'emissió de la mesura cautelar, Müller també va presentar una demanda sobre el fons.